# Charles Lennox, 2:e hertig av Richmond
Charles Lennox, 2:e hertig av Richmond, född 18 maj 1701 på Goodwood House nära Westhampnett i West Sussex, död 8 augusti 1750 i Godalming i Surrey, var en brittisk hertig, son till Charles Lennox, 1:e hertig av Richmond och Anne Brudenell. Han gifte sig 1719 med Lady Sarah Cadogan (1705-1751), dotter till general William Cadogan, earl Cadogan.
Charles Lennox var parlamentsledamot 1722-23. Han var Lord of the Bedchamber hos Georg I av England och Georg II av England 1724-1732. Han var också kungens adjutant samma år. 1726 utsågs han till riddare av Strumpebandsorden. 1734 blev han Privy Councellor hos kung Georg II av England. Samma år blev han också utnämnd till hovstallmästare. 

## Barn
- Georgiana Caroline Lennox, Lady Holland (1723-1774), gift med Henry Fox, 1:e baron Holland
- Charles Lennox, earl av March (född och död 1730)
- Lady Emilia Mary Lennox (1731-1814), gift med James FitzGerald, 1:e hertig av Leinster
- Charles Lennox, 3:e hertig av Richmond  (1734-1806), gift med Lady Mary Bruce (d. 1796)
- Lord George Henry Lennox, generallöjtnant, (1738-1805), gift med Lady Louisa Kerr (1738-1830)
- Lady Louisa Augusta Lennox (1743-1821) , gift med Thomas Conolly
- Lady Sarah Lennox (1745-1826) ,  gift 1:o med sir Charles Bunbury, 6:e baronet, (skilda 1776) . Gift 2:o med översten George Napier
- Lady Cecily Lennox (1750-1769), dog av tuberkulos
- Mary Elisa Lennox ( 1750-1758), dog av tuberkulos